# Adventures in Paradise (album de Minnie Riperton)
Adventures in Paradise est le troisième album studio de Minnie Riperton publié en mai 1975 par Epic Records. L'album a été classé no 5 du classement Billboard Top Soul Albums et au 18e rang du classement Billboard 200,. 

## Contexte
Après que les précédents albums Lovin 'You et Perfect Angel aient culminé dans les classements, Epic exigeait une suite à ce succès, et de manière rapide. Alors que son ancien coproducteur Stevie Wonder était occupé à enregistrer son album concept Songs in the Key of Life (que Minnie allait également retrouver en chantant sur le titre Ordinary Pain), Minnie et son époux, le producteur Richard Rudolph embauchèrent Stewart Levine pour coproduire son prochain album. Le reste des chansons émanent du duo alchimique Riperton/Rudolph ainsi que de collaborations avec le claviériste des Jazz Crusaders Joe Sample et le compositeur Leon Ware (qui bénéficiait d'une réputation solide, plébiscité grâce à son travail sur l'album de Marvin Gaye, I Want You ).  
Le guitariste Larry Carlton fut recruté comme arrangeur. Il en résulte un Adventures In Paradise aux accents soul et jazz. 
L'album était un enregistrement standard mais disponible en deux formats: quadriphonique et stéréo. Epic Records a anticipé une suite soul funky, utilisant la section de cuivres de la Family Stone et de Tower of Power, qui aurait été publiée en novembre 1975. Cependant, les sessions n'ont jamais donné lieu à un album en raison de problèmes juridiques.

## La musique
La chanson la plus connue de l'album est la sensuelle Inside My Love. Riperton a clairement indiqué lors de la sortie initiale de la chanson que la chanson ne parlait pas d'une femme demandant à un homme de coucher avec elle - il s'agissait d'aller plus loin que cela, d'atteindre une véritable intimité.
Inside My Love s'est hissé au numéro 26 du classement R&B pendant l'été 1975, mais a calé au numéro 76 sur les listes de pop. Une grande partie de la radio pop a hésité à jouer le single en raison du contenu des paroles (« veux-tu pénétrer dans mon amour [...] ? »). Pourtant, Leon Ware a affirmé que les mots avaient été inspirés par un prédicateur d'église qu'il a entendu parler quand il était un enfant (le prêtre dit: « entrons dans la maison du Seigneur »). 
Love and its Glory n'a jamais été un succès, mais c'est une chanson d'amour épique de deux adolescents qui luttent pour être ensemble, malgré les objections de leurs parents. La fille de la chanson s'appelle Maya, qui est le nom de la fille de Riperton. 

## Pochette
Sur la pochette de l'album Adventures in Paradise, on voit Minnie assise sereinement à côté d'un lion. Bien que la séance photo de l'album ait été calme, les choses sont devenues incontrôlables lors d'une séance photo promotionnelle avec un lion différent. L'animal se précipita sur Minnie sans aucune provocation. Heureusement, le dompteur de l'animal était sur le plateau et le lion a été rapidement maîtrisé. C'est à cette époque que Minnie Riperton a découvert qu'elle avait un cancer. En 1976, elle a déclaré à Flip Wilson dans The Tonight Show qu'elle souffrait d'un cancer du sein et qu'elle avait subi une mastectomie. 

## Liste des pistes
Toutes les pistes sont écrites par Minnie Riperton et Richard Rudolph, sauf indication contraire.
| 1. | Baby, This Love I Have           | 3:44 |
| 2. | Feelin' That Your Feelin's Right | 4:22 |
| 3. | When It Comes Down to It         | 3:24 |
| 4. | Minnie's Lament                  | 4:10 |
| 5. | Love and It's Glory              | 5:10 |

| 6.  | Adventures in Paradise          | 3:15 |
| 7.  | Inside My Love                  | 4:45 |
| 8.  | Alone in Brewster Bay           | 4:25 |
| 9.  | Simple Things                   | 3:44 |
| 10. | Don't Let Anyone Bring You Down | 2:55 |

## Personnel
- Minnie Riperton - chant
- Larry Carlton - arrangements, chef d'orchestre
- Ed Brown - basse
- Sid Sharp - cordes
- Stewart Levine - réalisateur
- Dorothy Ashby - harpe
- Jim Gordon - batterie, percussions
- Rik Pekkonen - ingénieur
- Dean Parks (pistes: 6, 7, 9), Larry Carlton, Richard Rudolph - guitare
- Joe Sample - claviers
- Doug Sax - maîtrise
- Kenneth McGowan - photographie
- Producteur - Minnie Riperton, Richard Rudolph, Stewart Levine
- Enregistré par - Gary Starr
- Jim Horn, [Saxophone supplémentaire] Tom Scott - saxophone
- Masaharu Yoshioka - notes de pochette [3]

## Classements
| Chart (1975)                | Peak position |
| --------------------------- | ------------- |
| U.S. Billboard Pop Albums   | 18            |
| U.S. Billboard Black Albums | 5             |

| Year | Title                    | US Pop | US R&B |
| ---- | ------------------------ | ------ | ------ |
| 1975 | "Inside My Love"         | 76     | 26     |
| 1975 | "Simple Things"          | —      | 70     |
| 1976 | "Adventures in Paradise" | —      | 72     |